# Conchocera
Conchocera is een geslacht van kevers uit de familie bladkevers (Chrysomelidae).
De wetenschappelijke naam van het geslacht werd in 1922 gepubliceerd door Laboissiere.

## Soorten
- Conchocera heterocera (Gestro, 1895)